# Krucifix (Opočínek)
Pískovcový pilíř s kovovým krucifixem se nalézá před domem čp. 6 v těsné blízkosti zvonice ve vesnici Opočínek, místní části města Pardubice.

## Popis
Pískovcový pilíř s kovovým krucifixem se nalézá ve čtvercovém mřížovém ohrazení s dvířky na čelní straně. Mřížoví je uchyceno v pískovcových základech.
Uprostřed mříže je na pískovcovém schodě postaven nízký hranolový sokl, na kterém stojí užší pilíř zakončený trojúhelníkovitě vzepjatou profilovanou římsou. Na čelní straně pilíře je zahlouben rámeček, nahoře zakončený lomeným obloukem. V rámečku se nalézá zlacený nápis: „Já jsem světlo světa, kdož mne následuje nechodil v temnostech, ale bude míti světlo života. Jan 8.12“.
Na římse pilíře je umístěn hranolový podstavec, ve kterém je uchycen litinový krucifix se zlaceným korpusem Krista a nápisem INRI nad jeho hlavou. Ramena kříže jsou zakončena rostlinným motivem.
Okolo uchycení krucifixu do podstavce jsou upevněny čtyři malé kovové sloupky zakončené dvojitými křížky. Mezi nimi stojí u paty krucifixu malá zlacená soška Panny Marie.

## Galerie

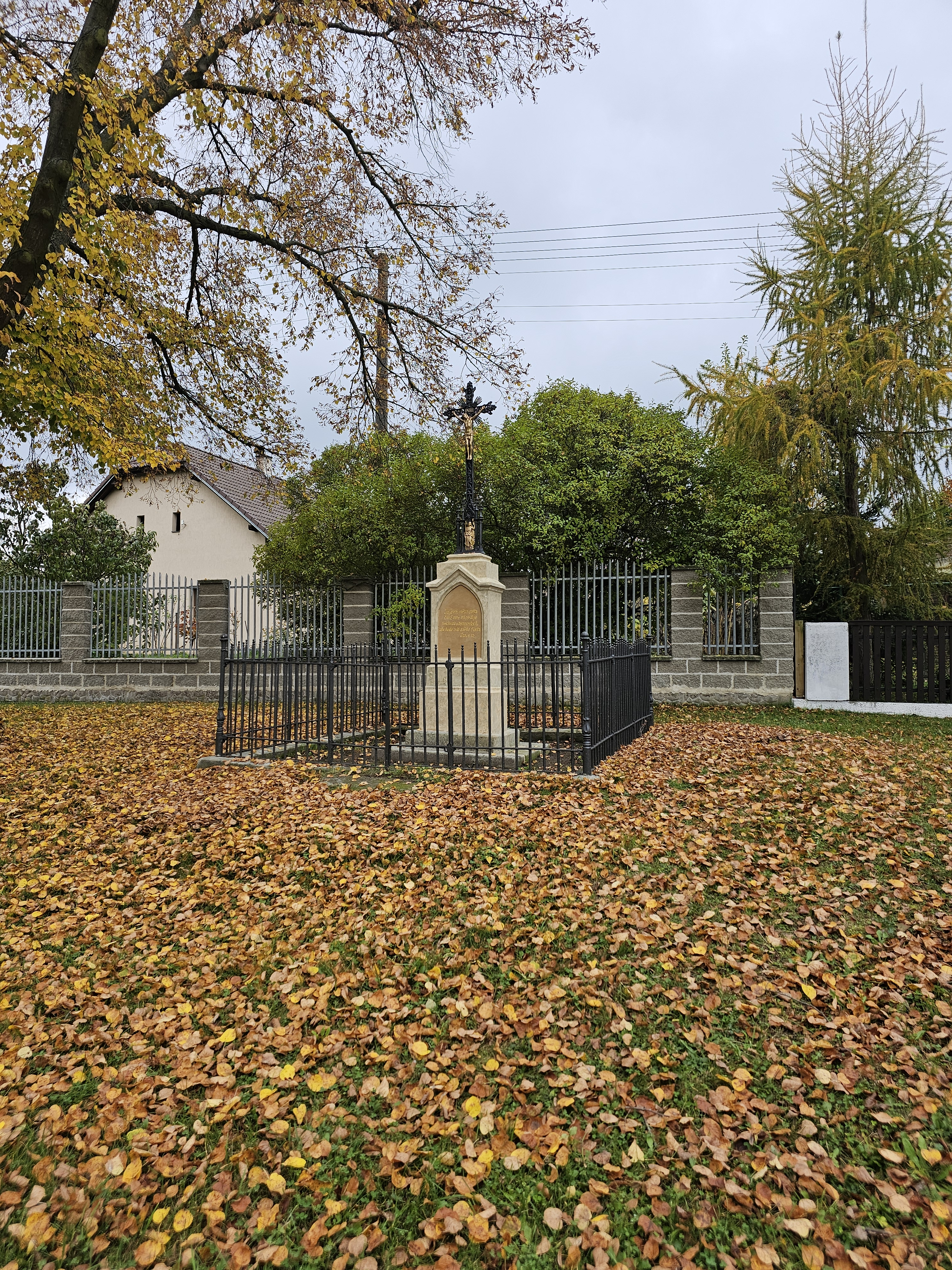
Krucifix v Opočínku - stav v roce 2024
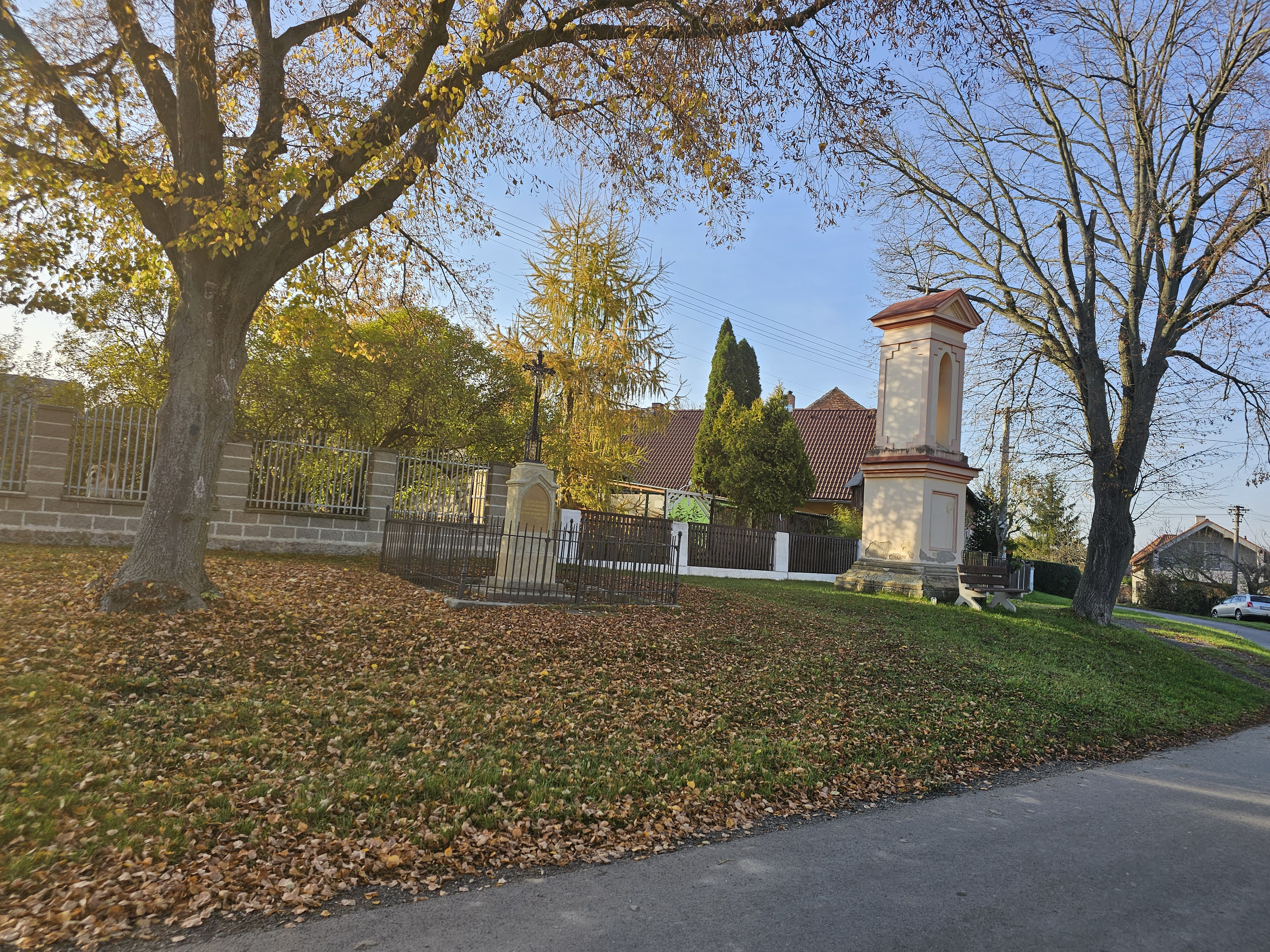
Zvonice a kříž v Opočínku - rok 2024